# ژولیت (ترانه مدرن تاکینگ)
«ژولیت» (به انگلیسی: Juliet) تک‌آهنگی از مدرن تاکینگ است که در سال ۲۰۰۲ میلادی منتشر شد. این تک‌آهنگ در آلبوم پیروزی (آلبوم مدرن تاکینگ) قرار داشت.
این تک‌آهنگ در چارت‌های  جزو ده ترانه اول قرار گرفت.